# لويس بيريا (لاعب كرة قدم)
لويس بيريا (بالإسبانية: Luis Perea Hernández)‏ هو لاعب كرة قدم إسباني في مركز الوسط، ولد في 25 أغسطس 1997 في ألكالا دي إيناريس في إسبانيا. لعب مع أوساسونا.

## وصلات خارجية
- لويس بيريا على موقع قاعدة بيانات كرة القدم.إي يو (الإنجليزية)
- لويس بيريا على موقع Soccerway.com (الإنجليزية)